# NHK前橋放送局
NHK前橋放送局（エヌエイチケイまえばしほうそうきょく）は、群馬県を放送対象地域とする日本放送協会（NHK）の地域放送局。総合テレビとFM放送で県域放送を行っている。NHK教育テレビとAM放送（ラジオ第1放送・ラジオ第2放送）については関東広域圏扱いとして、管轄の東京本局からカバー・中継されている。
本項目における「東京」や前述の「東京本局」は、東京都渋谷区にあるNHK本部（放送センター・首都圏局）を指す。

## 沿革
- 1933年（昭和8年）6月23日 - 社団法人日本放送協会前橋放送局開局、放送開始（中波、呼出符号：JOBG）[1]。
- 1938年（昭和13年）12月19日 - 前橋放送局、東京中央放送局の大電力化に伴い廃止（12月20日、総務局前橋出張所開設[1]）。
- 1941年（昭和16年）12月9日 - 前橋臨時放送所、電波管制に伴う措置として放送開始（中波、呼出符号なし）。
- 1945年（昭和20年）10月26日 - 前橋臨時放送所を前橋中継放送所と改称。
- 1946年（昭和21年）9月1日 - 前橋中継放送所の呼出符号JOBGに決定。
- 1948年（昭和23年）
  - 5月1日 - 前橋出張所を前橋支局と改称。
  - 8月16日 - 前橋中継放送所、廃止。
- 1950年（昭和25年）6月1日 - 放送法施行に伴い社団法人日本放送協会が解散。特殊法人としての日本放送協会が設立され一切の権利義務を継承。
- 1951年（昭和26年）7月1日 - 前橋支局を前橋放送局と改称[1]（送信施設なし）。
- 1965年（昭和40年）10月5日 - 前橋放送局、地上アナログテレビ中継開始[1]。
- 1970年（昭和45年）3月20日 - 前橋放送局、FM放送開始（呼出符号：JOAP-FM）[1]。
- 1972年（昭和47年）4月1日 - 前橋放送局、FM放送の呼出符号を「JOTP-FM」に変更（同年5月15日の沖縄の本土復帰に伴い、沖縄放送局に「JOAP」を譲ったことによる。なお、「JOTP-FM」を使用していた京都放送局のFM放送は「JOOK-FM」に変更された）[2][1]。
- 1980年（昭和55年）8月8日 - 前橋放送局、総合テレビの音声多重放送を開始[3]。
- 2003年（平成15年）3月22日 - 多野郡神流町に万場FM中継局が開局し、記念特番をFMぐんまと合同で制作し同時放送した。
- 2005年（平成17年）12月1日 - 前橋放送局、地上デジタルテレビ中継開始[1]。
- 2012年（平成24年）4月1日 - デジタル総合テレビで群馬県域放送開始[1][4]。
- 2022年（令和4年）10月3日 - NHKプラスで地域向けのテレビ番組の見逃し配信が開始[5]。
- 2023年（令和5年）4月1日 - 令和改革により、部制（放送部・営業推進部等）からセンター制に見直され、コンテンツセンター、経営管理企画センターへ再編された。

## 県域テレビ放送の実現
1970年に群馬県と栃木県（宇都宮放送局）で県域FM放送を開始したNHKは、テレビ放送の完全デジタル化を機に総合テレビでも県域放送を開始すべく、2009年度から3年間の経営計画において準備を進めてきた。そして政府は2011年11月1日、移行期日を2012年4月1日と定め実施に向けた手続きを開始することを決定。12月9日には、電波監理審議会にて群馬・栃木両県域テレビ放送の答申が認められ2012年4月を目処に県域テレビ放送の開始を正式に発表した。そして2012年4月1日、前橋、宇都宮の両局で県域放送が開始された。当面は平日に20分程度のニュース・気象情報を放送。県域テレビ放送開始当初は前橋放送局の識別信号が割り当てられておらず、従来の「NHK総合・東京」のままとなっていたが、2012年10月27日の放送開始時より、「NHK総合・前橋」へ変更となった。

## 前橋局の周波数一覧
| 系統           | コールサイン | 周波数/ チャンネル | 空中線電力 | 備考              |
| -------------- | ------------ | ------------------ | ---------- | ----------------- |
| 県域FM         | JOTP-FM      | 81.6MHz            | 1kW        |                   |
| デジタル総合TV | JOTP-DTV     | 37ch               | 100W       | リモコンキーID：1 |
| デジタル教育TV |              | 39ch               | 100W       | リモコンキーID：2 |

## 主な送信所
- 地上波デジタルテレビ 前橋テレビ放送所（榛名山二ツ岳[4]）
- FMラジオ 牛伏山

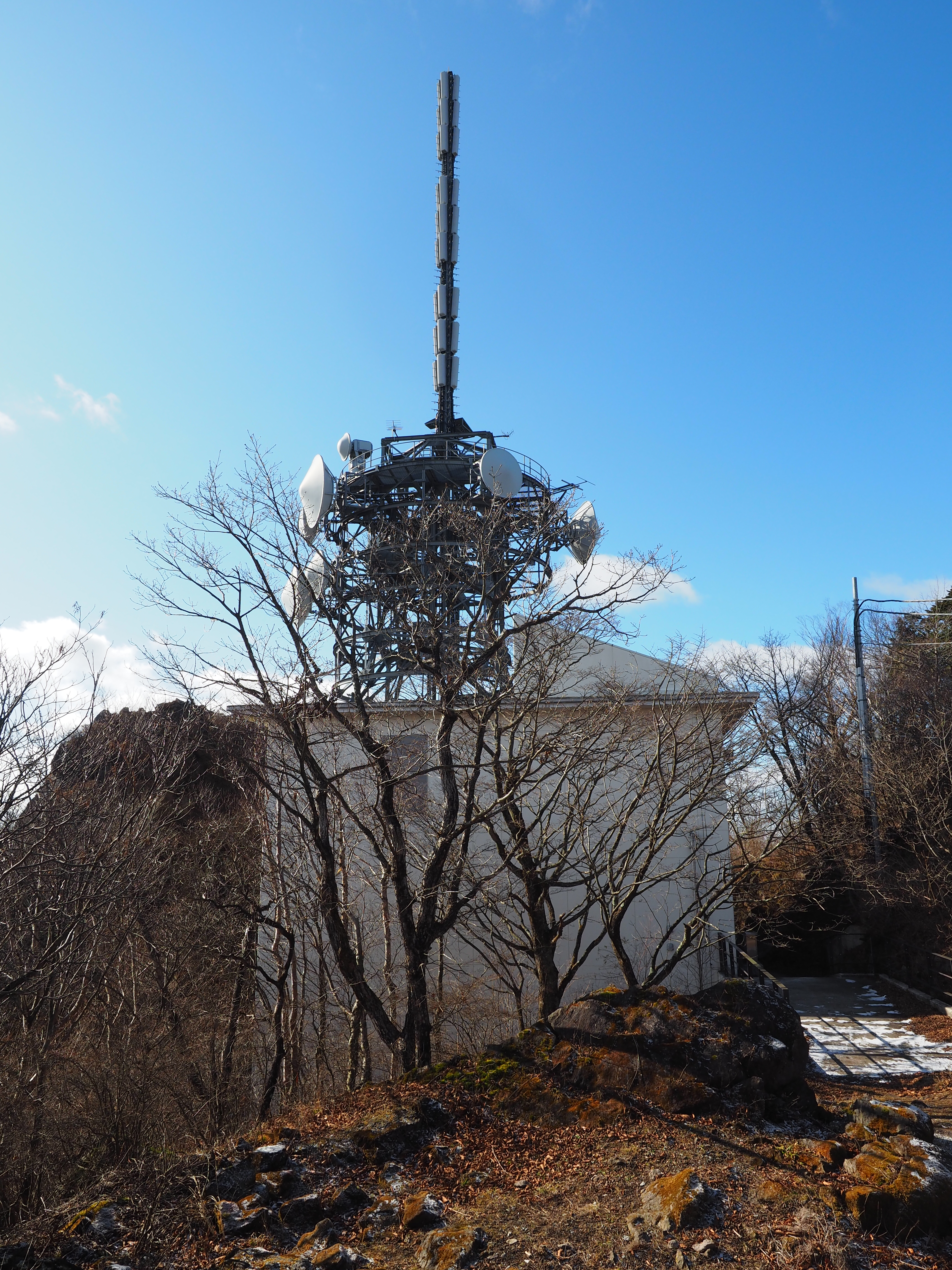
前橋テレビ放送所（榛名山二ツ岳雄岳山頂）
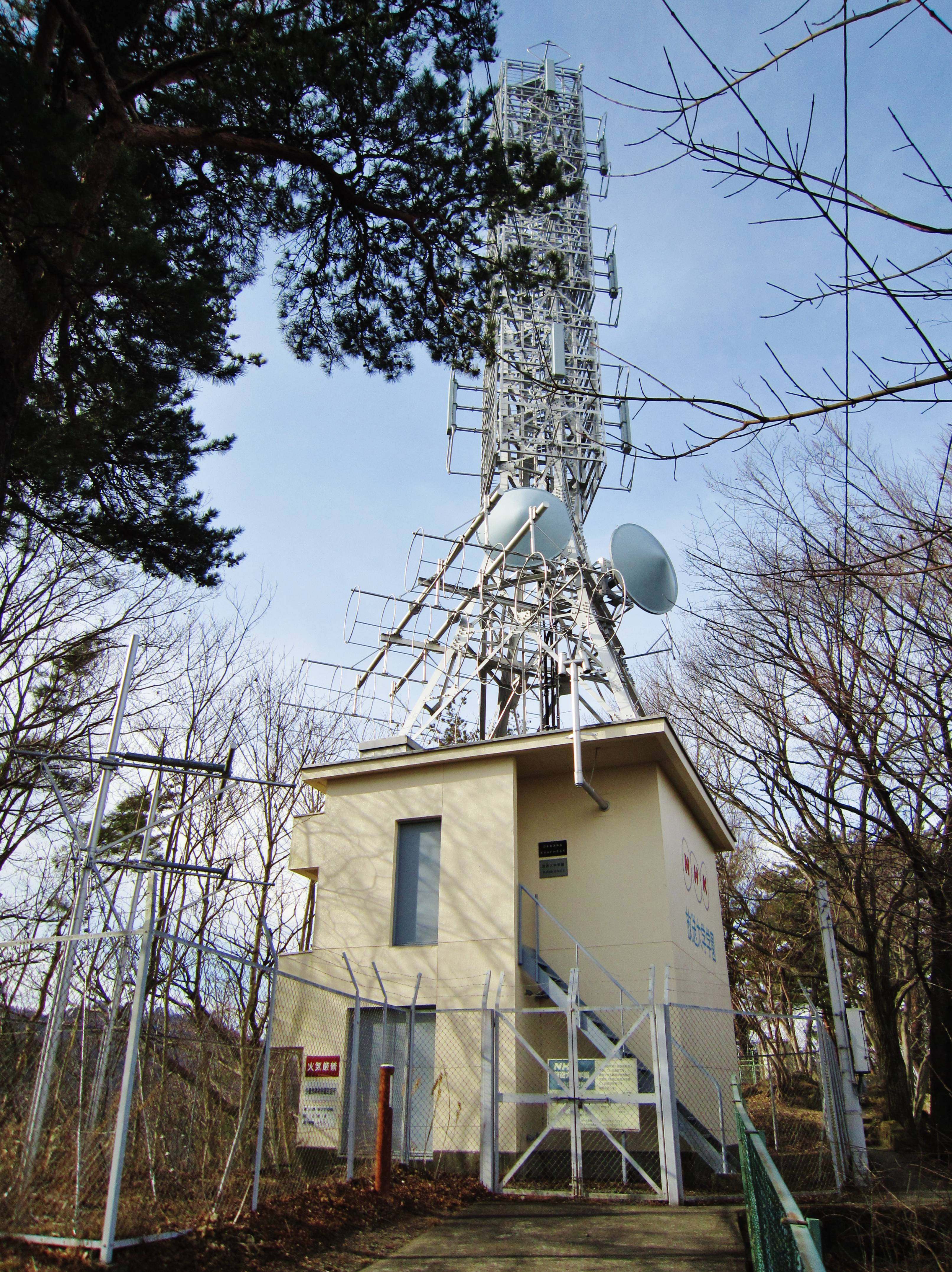
牛伏山放送所

## FM中継局
- 榛名 80.5MHz 50W
- 沼田 83.4MHz 10W
- 利根 83.8MHz 10W
- 草津 84.2MHz 10W
- 三波川 89.0MHz 3W
- 万場 85.9MHz 3W
- 長野原 83.1MHz 1W

## 支局
- 両毛広域（宇都宮局と共同運用）
- 沼田

## 情報カメラ
- 前橋市（NHK前橋放送局屋上・HD）
- 高崎市
- 館林市
- 太田市
- 谷川岳
- 足利市（HD）

## 主な前橋局制作番組

### 県域総合テレビ
- 群馬県の気象情報・お知らせ[注 1]（月 - 金 11:57 - 12:00）
- ほっとぐんま630[注 2]（月 - 金 18:30 - 19:00・2020年3月30日 - ）

※県域放送開始の2012年4月2日 - 2020年3月27日までは18:40 - 19:00
- ぐんまスペシャル（金曜 19:30 - 19:57）※不定期放送[注 3]
- 全国高等学校野球選手権群馬大会 - 例年、決勝を放送（平日9:55、土日10:00 - 試合終了まで。11:53 - 12:20はサブチャンネルで放送）2021年はテレビ中継はなかった。

### 県域FM放送
- ニュース・気象情報（月 - 金 11:50 - 12:00、12:15 - 12:20、18:50 - 19:00、祝日・春の大型連休の谷間・お盆・年末年始は東京から放送）

### 終了した番組
総合テレビ
- キタカン+（不定期・金曜日 19:30 - 19:57・2021年度 - 2023年度、年2本程度。水戸局・宇都宮局との共同制作）

FM放送
- TPリクエストアワー（土 15:00 - 18:00・終了）
- ぐんま土曜広場（土 14:00 - 16:00・不定期放送）
- トワイライト群馬（月 - 金 18:00 - 19:00・終了）

## アナウンサー・キャスター
- 氏名の後の*は、過去に前橋局勤務経験があることを示す。

| 氏名           | 前任地       | 担当番組                                              |
| アナウンサー   | アナウンサー | アナウンサー                                          |
| -------------- | ------------ | ----------------------------------------------------- |
| 丹沢研二       | 仙台         | アナウンスグループ統括 ほっとぐんま630 （キャスター） |
| 泉浩司*        | さいたま     | 群馬県のニュースなど                                  |
| 契約キャスター |              |                                                       |
| 渡辺未来       | 秋田         | ほっとぐんま630 キャスター                            |
| 渡邉早紀       |              | ほっとぐんま630 キャスター                            |
| 阿部千明       | 山形         |                                                       |
| 綱川舞         |              |                                                       |
| 気象予報士     |              |                                                       |
| 福田歩実       | 松江         | ほっとぐんま630                                       |

## 備考
2012年4月の総合テレビの県域放送開始に伴って、「ご当地ななみちゃん」ならぬ「ご当地どーもくん・サンダーどーもくん」が誕生した。